# Melodie
Melodie (Oudgrieks μελῳδία (melōidía), zang, van μέλος (mélos), lied, ᾄδω (áidō), zingen) is een karakteristieke opeenvolging van tonen, dat wil zeggen van toonhoogten en toonduren die in combinatie met het ritme een bepaalde muzikale gestalte vormt. Een melodie is een soort muzikale gedachte, met een specifiek karakter en met een duidelijk begin en eind. Los van het ritme zijn de intervallen van een melodie het melos.
- In klassieke muziek wordt een melodie doorgaans een thema genoemd. Een compositie bestaat doorgaans uit meerdere thema's met uitwerkingen. Een melodie vormt daarin een min of meer afgeronde, tot een besluit komende reeks na elkaar klinkende en samenhangende tonen. Melodieën worden ook in melodiegroepen gebruikt, of contrapuntisch tegenover elkaar geplaatst.
- In popmuziek worden meestal twee melodieën gebruikt voor een nummer; de coupletten en het refrein krijgen doorgaans een verschillende melodie of variaties op een enkele melodie.
- In de jazz wordt een melodie vaak in eerste instantie als startpunt voor improvisatie gebruikt (zie ook leadsheet).
- In niet-westerse muziek wordt doorgaans weinig gebruikgemaakt van harmonie zoals dat in westerse muziek vrijwel steeds het geval is.

Een melodie kan opgebouwd zijn uit diverse motieven.